# Giulești (Maramureș)
Pour les articles homonymes, voir Giulești.
Giulești (Máragyulafalva en hongrois, Ludwigsdorf en allemand) est une commune roumaine du județ de Maramureș, dans la région historique de Transylvanie et dans la région de développement du Nord-Ouest.

## Géographie
La commune de Giulești est située dans le nord du județ, le long de la vallée de la rivière Mara, à 15 km au sud de Sighetu Marmației, la capitale historique de la Marmatie et à 42 km au nord-est de Baia Mare, la préfecture du județ.
Elle est composée des villages de Giulești (1 178 habitants en 2002), de Berbești (1 535 habitants en 2002), de Ferești (493 habitants en 2002) et de Mănăstirea (160 habitants en 2002).

## Histoire
La première mention écrite du village date de 1349.

## Religions
En 2002, 72,8 % de la population était de religion orthodoxe et 18,9 % appartenait à l'Église grecque-catholique roumaine.

## Démographie
En 1910, la commune comptait 3 698 Roumains (81,7 % de la population), 42 Hongrois (0,9 %) et 784 Allemands (17,3 %).
En 1930, les autorités recensaient 3 868 Roumains (82,7 %) ainsi qu'une importante communauté juive de 745 personnes (15,9 %) qui fut entièrement exterminée par les Nazis durant la Seconde Guerre mondiale.
En 2002, la commune comptait 3 359 Roumains (99,8 %) .
| 1880  | 1900  | 1910  | 1930  | 1956  | 1977  | 1992  | 2002  | 2007  |
| ----- | ----- | ----- | ----- | ----- | ----- | ----- | ----- | ----- |
| 3 146 | 4 206 | 4 526 | 4 679 | 4 265 | 4 016 | 3 777 | 3 366 | 3 245 |

## Économie
L'économie de la commune est essentiellement agricole (6 995 ha de terres agricoles, 1 008 ha de forêts).

## Lieux et monuments
- Giulești, Musée Ilie Lazăr (maison en bois de 1826).
- Mănăstirea, Église St Archange (église en bois du XVIIe).

## Personnages
- Athanase Rednic (1722-1772), évêque de l'Église grecque-catholique roumaine pour l'Archéparie majeure de Făgăraș et Alba Iulia de 1765 à sa mort.